# Urie Hititul

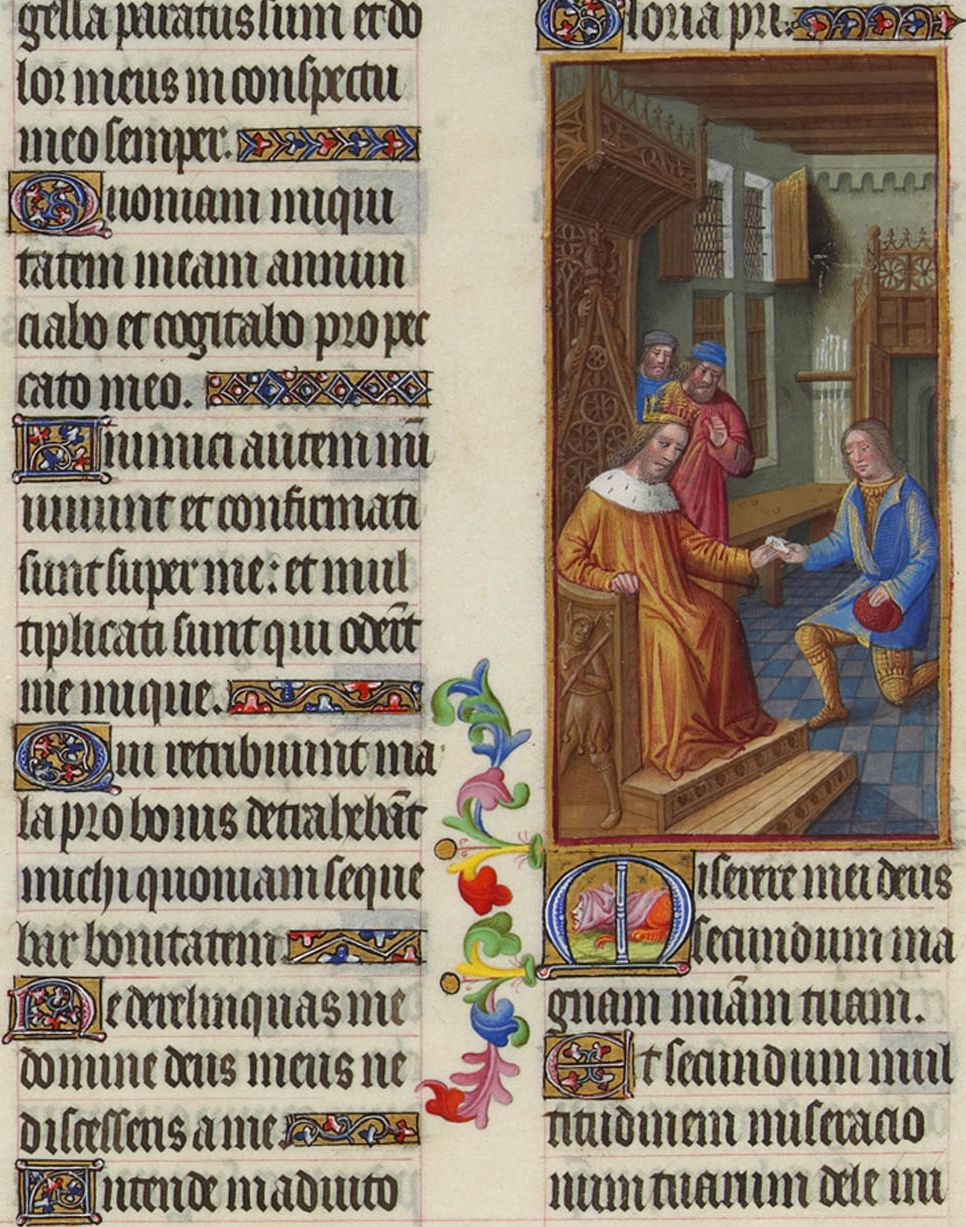
Folio 67v - David încredințează o scrisoare lui Urie Musée Condé, Chantilly.

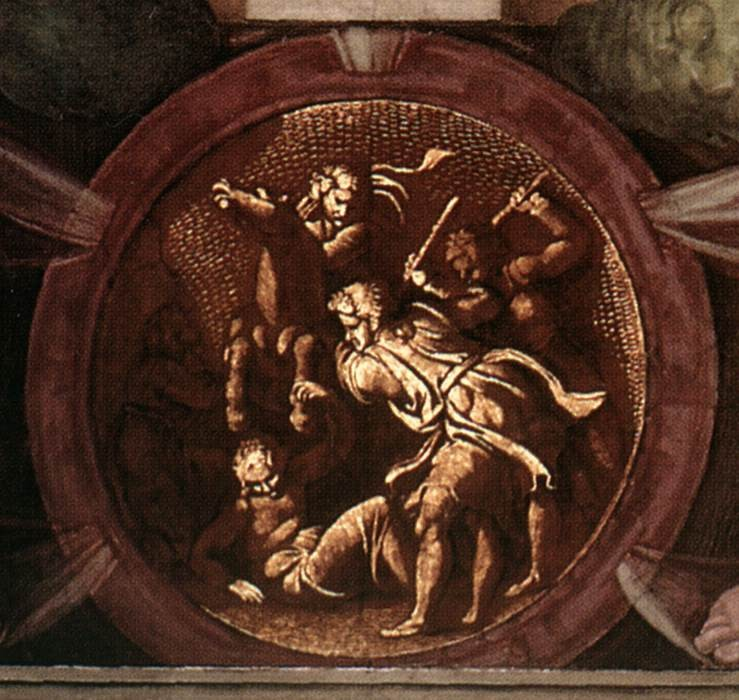
Capela Sixtină, frescă de Michelangelo, moartea lui Urie Hititul

Urie Hititul (ebraică: אוריה החתי) a fost un soldat în armata regelui David menționat în Biblia ebraică. El a fost soțul lui Batșeba și a fost ucis din ordinul lui David. Profetul Natan l-a mustrat pe rege pentru că a comis acest adulter și i-a reamintit lui David legământul acestuia cu Dumnezeu. Soția lui Urie a fost însărcinată de către regele David. Contactul sexual al lui David cu soția lui Urie nu s-a pus drept adulter, deoarece Urie nu era evreu și doar bărbații evrei erau protejați de codul legal de la Sinai. David a încercat fără succes să-l îmbete pe Urie Hititul, pentru ca acesta, plecat de mult în război, să se culce cu nevasta sa Batșeba și astfel preacurvia lui cu aceasta, în urma căreia ea rămăsese însărcinată, să fie astfel acoperită.